# 9ジラジ
9ジラジ（クジラジ）は、2000年4月4日から広島エフエム放送（広島FM）で放送されている中高生向けのラジオ番組。
ティーンエイジャーを対象とした番組で、広島県在住の高校生において人気番組のひとつとなっている。

## 概要

### 2000年4月〜2007年3月
前枠『J-POP SUPER COUNTDOWN』の流れを汲む形でスタートした。DJは山口雅美。放送時間は21:00〜22:00。
当初は、毎週火曜と水曜のみの放送で、男子チャート、女子チャートというチャート番組として放送されていた。その後に、木曜と月曜に放送日が拡大され、放送上でのチャート紹介を廃止した（ホームページでの掲載のみ）。番組をリニューアルしながら放送回数を重ね、2005年8月24日には、放送回数1000回を達成した。
過去に出張校内放送をしたり、ギネスへの挑戦（結果は不認定）として世界一作者の多いプロジェクトと題し、アーティストを交えたリレー小説「ガリンチョ〜桜の木の下で2004〜」(ISBN 4-902024-63-2)を2005年6月1日に出版した。
また、リスナーのリクエストに応えたり、9ジラジ掲示板のコーナーでリスナーと電話を繋ぎ悩み相談等をしたり、期間限定で木曜に「9ジラジミラクル」と題し、リスナーの願いを叶えたりしていた。なお、9ジラジミラクルを放送している期間のみ木曜日は同志社女子大学がスポンサーになっていた。
2006年12月までの水曜は、「THE CRANE FLYの門出の詩が聴こえる〜広島元気計画〜」というコーナーで、広島のインディーズバンド「THE CRANE FLY」が毎週出演していた。
時々、9ジラジのスペシャル番組を日曜19時に放送する事があった。また、DJの山口雅美が風邪や夏休み等の理由で、代わりを元9ジラジAD大窪茂樹（現在の9ジラジDJ）や、渡部裕之らが務めたことがある。2006年8月13日〜8月17日の番組は、（月）冨永晃道、（火）渡部裕之、（水）磯貝修也、（木）庄司悟が務めた。

### 2007年4月〜2017年3月
2007年春の番組改編で、7年間DJを務めた山口雅美が「LUNCH BREAK☆STYLE」水･木曜の担当に伴い卒業し、元9ジラジADの大窪シゲキが担当している。
大窪シゲキがDJになってから、わらしべBOXなどの取材で県内に出かけたり、ライブやイベントにリスナーと参加したり、魁No.4で「BOXシート」（後述）を設けたりなど、リスナーと触れ合う機会が大きく増えた。
2007年9月24日には紙屋町地下街シャレオiスタジオから番組初の公開生放送が行われた。
2008年4月からは、番組がスタートしてから番組ジングルが流れる間（1分～2分ほど）だけ、曜日担当のADが登場して大窪と話す。話の内容は、スタッフが先週末行ってきたライブやイベントの話、その日のメールテーマにつながるような話などであった。ジングルが流れた後も、大窪やADの声（特に笑い声）が入ってジングルと音が被ることもしばしばあった。
2009年1月から3月末まで、放送時間が21:55までとなった。3月末をもって、9ジラジディレクターを9年間担当していたDon BLACK（ドン・ブラック）が卒業した。番組のオープニングジングルが2月・4月と立て続けに新しくなった。
2013年4月から、「大窪シゲキの9ジラジテレビ」が毎週月曜日に当番組内のコーナーとして、毎月第3土曜日11:00〜11:15（再放送は同日25:45〜26:00）に広島ホームテレビで放送を開始した。この番組には広島ホームテレビのアナウンサーが出演する。

### 2017年4月〜
2017年春の番組改編で、放送開始時間が20:00～22:00に拡大されるとともに、20時台は日替わりの曜日別アシスタントDJがついての2人体制となった。

### 2018年4月〜
2018年4月2日からは、ABEMA（旧AbemaTV）「AbemaRADIO」チャンネルにて毎週月曜、火曜 20:00 - 21:00に同時配信を開始した。
毎年3月に、広島県内のショッピングセンターで公開収録される『9ジラジ卒業式』（中学・高校3年生を対象）が新型コロナウイルスにより2020年は中止となった。その代替企画として、同年3月24日に『9ジラジ卒業式生放送スペシャル』を放送。なお、この番組は2020年の日本民間放送連盟賞「ラジオ生ワイド番組最優秀」を受賞している。

## スタッフ

### 現在のスタッフ
- DJ
大窪シゲキ[1]（2007年4月- ）
- 曜日別アシスタントDJ（2025年4月- ）＜主に20時台＞
月：永谷治香
火：畠山 巧
水：豊島生薫子
木：なし
- ディレクター
D(名前は明かされていない・2名)
- AD
CoCo(ココ)
染五郎
ヤス
ケンケン
- ブレイン
ねだしんじ
飛田和ぺぺ

### 過去のスタッフ
- DJ
山口雅美（2000年4月-2007年3月）
- 曜日別アシスタントDJ（2020年4月-2022年3月）
月：安広修平
火：小竹彩花
水：山本将輝
- ディレクター
ベニー（2007年6月30日卒業）
Dyder（ダイダー）（2008年3月31日卒業）
Don BLACK（ドン・ブラック）（2009年3月31日卒業）。9年間9ジラジのディレクターを担当。
くるみ・えまにえる（通称 くるみ）（2010年3月31日卒業）
Master M（マスターM）（2010年3月31日卒業）

- AD
ハチ（2008年12月22日卒業）
ゆーこりん（2008年12月25日卒業）
キョロ（2009年12月23日卒業）
アニー（2010年3月31日卒業）
ミム（2010年7月6日卒業）
ちぶにゃん
- MC（Mascot Characterの略）
竹内くん（番組･ブログ･10ジラジ(仮)で時々登場していた。今はFM802でDJをしている[10][11]）

## 主なコーナー
2007年4月〜

### 現在のコーナー
- 9ジラジ掲示BANG－BANG!!!…リスナーと電話を繋いで、素朴な疑問や悩みなどを相談･解決するコーナー。基本的な部分は、9ジラジ掲示板と同じである。不定期ではあるが、リスナーから電話してもらう時もある。コーナージングルには、SMAP「BANG! BANG! バカンス!」が使用されている。(2009年4月〜)
- 9ジラジENDINGoooo(^o^)d(9ジラジエンディングッド)…9ジラジが薦める邦楽1曲を1ヶ月間 番組エンディングに放送する。2008年3月末まで、コーナータイトルは「9ジラジエンディング」だった。（2007年4月～）

| 年     | 各月エンディング曲 |
| ------ | --- |
| 2007年 | - 4月 - 5月 内秘心書 / ONE OK ROCK - 6月 恋しよう / リア・ディゾン - 7月 情熱白書 / カルテット - 8月 Summer Dream / 東方神起 - 9月 夢風鈴 / ムラマサ☆ - 10月 key〜夢から醒めて〜 / 長瀬実夕 - 11月 ラヴソング / ONE☆DRAFT - 12月 |
| 2008年 | - 1月 未来航年 / MINOR SCHOOL - 2月 10年20年 / カラーボトル - 3月 夢のカケラ / Mebius - 4月 teenage days / 岡本玲 - 5月 Super☆Looper / YA-KYIM - 6月 優しい響き / PhilHarmoUniQue - 7月 ハレーション / たむらぱん - 8月 This world is Yours / プリングミン - 9月 キミに歌ったラブソング / Lil'B - 10月 すいません、そこ通ります / RiceRiot - 11月 I、愛、会い / ghostnote - 12月 Everytime / TARO SOUL                                                      |
| 2009年 | - 1月 僕はB型 〜A型の君に恋してる〜 / SKELT 8 BAMBINO - 2月 ChaNge the WoRLd / MiChi - 3月 Sky chord 〜大人になる君へ〜 / 辻詩音 - 4月 ピカピカ / Peaky SALT - 5月 青春 / おとぎ話 - 6月 Change My Life / TEE - 7月 溢れる / lego big morl - 8月 GO★ / 井上ジョー - 9月 マイライフストーリー / D.W.ニコルズ - 10月 さよならベイベー / Chicago Poodle - 11月 リハーサル / 近藤夏子 - 12月 叶えたい夢がある 〜4EVER BOYZ AND GIRLZ SPIRIT〜 / High Speed Boyz |
| 2010年 | - 1月 - 2月 - 3月 don't cry anymore / miwa - 4月 SHINING STAR / THE MANHATTANS - 5月 ダンボールに囲まれて / ウラニーノ - 6月 先生 / 伊禮俊一 - 7月 - 8月 ヘビーローテーション / AKB48 - 9月 ループ / ねごと - 10月 - 11月 - 12月 センチメンタルライオット /まなみのりさ |
| 2011年 | - 1月 愛のテーマ/毛皮のマリーズ - 2月 - 3月 - 4月 - 5月 - 6月 - 7月 - 8月 - 9月 - 10月 - 11月 - 12月 |
| 2012年 | - 1月 - 2月 - 3月 - 4月 - 5月 - 6月 - 7月 - 8月 - 9月 - 10月 - 11月 - 12月 |
| 2013年 | - 1月 左手に咲いたリング feat.Noa / LGYankees - 2月 WE ARE YOUNG / 伊藤祥平 - 3月 さよなら大好きだったよ / ケラケラ - 4月 ゆれるユレル / 新山詩織 - 5月 ファイティングポーズ / グッドモーニングアメリカ - 6月 - 7月 - 8月 - 9月 友達のフリ / ケラケラ - 10月 はさみ / 黒木渚 - 11月 僕に彼女ができたんだ / SHISHAMO - 12月 キラーボール / ゲスの極み乙女。                                                                                                  |

### 終了したコーナー・限定コーナー
- 9ジラジ掲示板…リスナーと電話を繋いで悩みなどを相談するコーナー。ドッキリで、SEAMOが出演したこともあった。また、リスナーから電話をかけて、つながったリスナーと話をする「9ジラジ逆電掲示板」もあった。
- 9ジラジ掲示板VS（ヴァーサス）…「9ジラジ掲示板」から派生したコーナー。大窪が電話を繋いだリスナーとゲームで対戦し、リスナーが勝てばアーティストグッズがもらえる。ゲームは期間限定で1カ月ごとに変わっていく。（2008年10月〜2009年3月）
・第1弾：『31（サーティーワン）』…1から最高3つまでの数字を交互にカウントしていき、最後に31をカウントした方が負けとなる。（2008年10月6日〜10月30日）
・第2弾：『10paradise（テンパラダイス）』…お題で出された数字を「10」になるように足したり引いたりする。(例：お題「15」→「マイナス5」)10にならない解答をした方が負けとなる。（2008年11月3日〜2008年12月25日）
・『10paradiseグランプリ』…HFMサンクスリスナーズウィーク期間中に開催されたコーナー。事前に応募したリスナーで予選（放送前に電話で大窪と対戦）を行い、その予選の結果からランキングを作成。ランキング上位4名が10paradiseグランプリ本選に出場。本選では、大窪とではなくリスナー同士で対戦した。月・火曜は準決勝、水曜は3位決定戦、木曜に決勝が行われた。ちなみに、優勝者には番組スタッフが作った「10paradiseカードゲーム」がプレゼントされた。
・第3弾：『TSUKE-Mon Tropical(ツケモントロピカル)』…お題で出された文字に指定の数だけ文字を足し、意味のある言葉にする（例：お題「あ」に1文字を足す→「あさ」）。間違ったり答えられなかった方が負けとなる。リスナーが負けたとき、もう1度対戦できるチャンス（＝「トロピカルチャンス」）が与えられることがあるが、不発に終わることもある。（2009年1月5日〜2009年1月29日）
・第4弾：『しりとRESORT Festa(しりとリゾートフェスタ)』…音楽に合わせて大窪としりとりをする。ただし、答える言葉の字数は制限される（例：『3文字』の場合→「いるか」→『2文字』→「かに」）。答えるときは「○○○ の ○（言葉の最後の文字）」と言わなければならない（例：「『からす』の『す』」）。間違えたり答えられなかった方が負けとなる。勝ったリスナーには「9ジラジオリジナル認定証」がもらえる。前回同様「トロピカルチャンス」が出ることもある。（2009年2月2日〜2009年2月26日）
・第5弾：『PARAISociation(パライソシエーション)』…連想ゲーム。音楽のリズムに乗って、直前に出された言葉に関係のある言葉を言い、相手はその言葉に対しての言葉を言っていく（例：「リンゴ」→「丸い」→「ボール」）。リズムに乗れなかったり、違った言葉を言った方が負けとなる。勝ったリスナーには「認定書」がもらえる。「トロピカルチャンス」が出ることもある。（2009年3月2日〜2009年3月31日）
- トラベルBOX（不定期）…前日まではスタッフのみで企画を進め、大窪には当日、突然企画を発表するので、大窪やリスナーはいつやるのか分からない。早朝からスタートしたときもあった。
- BOXシート…「Vibe ON!MUSIC」で開催されたライブイベント「魁No.4」で実施された。応募したリスナーと9ジラジスタッフが一緒に楽しめるように、会場の一部に専用スペースを作った。特典として、記念写真やアーティストグッズ、スタッフの私物が当たる抽選会などがあった。
- わらしべBOX…町に出て、リスナーと物々交換をする週1コーナー。最初は9ジラジの名刺からスタートし、最後はかりゆし58のサイン入りキックパットと手ぬぐいになった。（キックパットと手ぬぐいは、抽選でリスナーにプレゼントされた。）全41回。（2007年6月～2008年3月）
- ファンキー大名神…リスナーの受験や恋愛などの不安を解消する（活を入れる）コーナー。このときは、大窪ではなく ファンキー大名神が登場するという設定。喝の声の後にラップで 励ましのエールを送る。名前の由来は「不安」と「ファンキー」が似ているためである。水・木曜の登場が多かった。ファンキー大明神の「体力の限界」ということで終了した。
- TOKYOサグルンジャー（第4火・月1）…大窪が隊長となりリスナーから募集した知りたい東京の場所を國學院大學の学生が探って紹介するコーナー。隊員は、レッド近藤とイエロー保坂とピンククガの3名。（2008年4月〜9月）
- 関西弁のコーナー…関ジャニ∞「∞SAKAおばちゃんROCK」が流れている間のみ、大窪が関西弁で話をする。このコーナーが始まるタイミングは日によって違うので（これは大窪を驚かせるため）、大窪は驚くことが多かった。最近は同じ時間に始まることが多くなったので、大窪が驚くことは ほとんど無くなった。コーナー初期の頃、曲の最初には ディレクター（曜日によって違う）がコーナーの開始を知らせる声が入っており、ドン・ブラックの時には、残り時間を知らせる声も入っていた。現在は 大窪とキョロ（キョロは収録日に居なかったため）を除くスタッフ全員がコーナーを開始する掛け声が流れる。番組が始まった直後に曲が流れて、オープニングコールが流れなかった回もあった。コーナーをしない日もあった。
- 大窪シゲキ日本一周徒歩の旅…歩数を距離に換算し、その距離に応じて地名が出る万歩計を使い、大窪が歩いて日本一周を目指す。ジングルで使われている曲は、斉藤和義の「歩いて帰ろう」。ブログで進行状況が発表されていたが、ある時万歩計が壊れてしまった。その後コーナーは行われていない。（2008年11月〜？）
- コードネームFUNK9（ファンク・ナイン）（不定期）…リスナーの不安をFUNK9が打ち抜くことで解消するコーナー。実際に打つのではなく、音によって笑って解消する。FUNK9はあらかじめ収録した声のみの出演で、ディレクターが操作しているが、大窪との会話がかみ合わないことも多かった。何度かキャラクターを変更し安定した。
- ヨースケ＠ランダム（月1・不定期）…番組放送中、ヨースケ@HOMEにいきなり電話をかけるコーナー。電話をかけるタイミングは決まっていない。電話がかからずに終わってしまったこともある。（2009年4月〜?）
- TOKYO学生LIFE（第3木･月1）…東京で生活している学生の生活を取材し、その様子を伝えるコーナー。登場する大学生は、國學院大學の学生である。コーナーの取材部分は24 -TWENTY FOUR-風に編集されている。（2009年7月〜？）
- 9ジラジ掲示BANG－BANG!!! 〜WILLCOM MEETING〜（水曜のみ）…「9ジラジ掲示BANG－BANG!!!」の派生コーナー。ウィルコムの携帯を使い、同時に何人かのリスナーと悩みを解決したり、1つのテーマ（「○○が好き」など）について話し合う。出演するリスナーの人数は、週によって変わる。使用する携帯は、期間限定で出演するリスナーに無料で貸している。（2009年11月〜？）
- RiceRiotの結果Oh！Rice（毎週木曜）…RiceRiotがリスナーから届く疑問や悩みなどを答えるコーナー。（2008年11月〜2009年3月）
- スゴロ9ジラジ〜広島完全制覇計画〜（不定期）…広島県をすごろくにしたコーナー。県内の市区町をすごろくのマスに見立て、コマを進めていく。サイコロの出た目の数だけ進み、止まったマスの市町村に取材に行く。県内全ての市区町を回り、最後にスタート地点に戻ればゴールできる。テーマ曲は、「鹿男あをによし」のサントラ（エンディングテーマ）。完結しないまま終了。
- WE GO！EI-GO！HERE WE GO！！…広島文教女子大学のヘイミッシュ先生と大窪とリスナー3人が、英語を話したり洋楽を聞いたりする。コーナー最後には「いつか使えるフレーズ」を1つ紹介する。（2009年6月～2009年9月）
- もみじ銀行 presents エコノミクス甲子園への道…全国高校生金融経済クイズ選手権広島大会とのタイアップ企画。主催者や過去の優勝者が出演し、大会の模様も放送する。大窪が大会の司会を務める。（2013年8月～2013年11月）